# Филипос Китринярис
Филипос Китринярис, известен като капитан Ливас (на гръцки: Φίλιππος Κιτρινιάρης, καπετάν Λίβας), е гръцки офицер и революционер, деец на Гръцката въоръжена пропаганда в Македония от началото на XX век.

## Биография
Филипос Китринярис е роден през 1878 година в Карамили, Гърция. Служи в гръцката армия с чин сержант до 1904 година, след което се свързва с Димитрис Калапотакис и се присъединява към Елиномакедонския комитет. Присъединява се към четата на Стефанос Дукас (капитан Мальос), която действа в областта на Кастанохорията и Корча и се сражава с четата на Митре Влаха. Филипос Китринярис участва в клането в Загоричани през март 1905 година. На 10 април същата година четата на Филипос Китринярис, водена от попа на село Скумско, напада село Езерец и убива 8 души, а на 13 юни напада село Осничани. През цялото време е придружаван от приятеля си Петрос Малеврис.
След Младотурската революция от юли 1908 година, когато гръцките чети се разпадат, Филипос Китринярис се завръща в армията и участва в Балканските войни, Първата световна война и Гръцко-турската война (1919-1922). Пенсионира се с чин полковник и умира през 1965 година.